# Urs Bucher

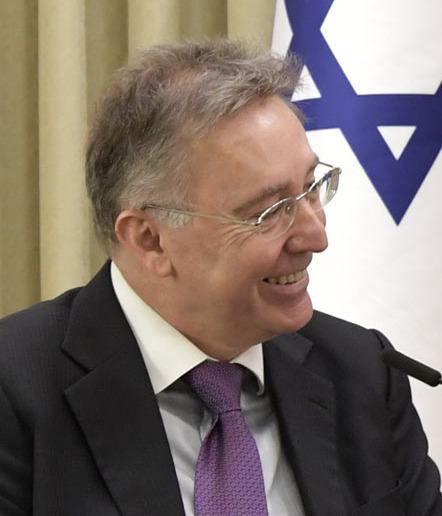
Urs Bucher, 2021

Urs Bucher (* 1962 in Solothurn) ist ein Schweizer Diplomat. 2010 bis 2016 war er Schweizer Botschafter in Japan. Von 2016 bis 2021 leitete er die Schweizer Mission bei der Europäischen Union. Von 2021 bis 2024 war er Botschafter in Israel und danach in Tschechien.

## Leben
Urs Bucher studierte Rechtswissenschaften und trat 1990 in den diplomatischen Dienst ein. Von 1996 bis 2010 befasste er sich mit der Schweizer Europa-Politik, die meiste Zeit davon in Brüssel. 2005 wurde er zum Leiter des damaligen Integrationsbüros EDA/EVD ernannt. Zu seinen wichtigsten Aufgaben zählten die Vorbereitung der Volksabstimmung zum Freizügigkeitsabkommen mit der EU, das die zehn neuen EU-Beitrittsländer betraf, sowie zum Schengener Abkommen.
Von 2010 bis 2016 war er Schweizer Botschafter in Tokio. Ab 2016 leitete Bucher die Schweizer Mission bei der Europäischen Union in Brüssel.
Im Februar 2021 wurde Bucher zum ausserordentlichen und bevollmächtigen Botschafter im Staat Israel mit Sitz in Tel Aviv ernannt. Am 6. Dezember 2021 überreichte er sein Beglaubigungsschreiben dem israelischen Präsidenten Isaac Herzog in dessen Residenz. 2024 wechselte er in gleicher Funktion an die Schweizer Botschaft in Prag. 